# Saber Marionette J to X
Saber marionete J to X é uma parte da saga (Saber marionete) e a parte final do Saber marionete J, o que ocorre alguns meses após Saber marionete J Again. Como o outro foi criado por Satoru Akahori (赤堀悟,あかほりさとる) e a qualidade em que os gráficos nessa versão dos caracteres foi superior do que anterior saga J  dos estúdio anterior Junio permanecendo os mesmos traços e personagens em seu novo stúdio da Bandai feitos por Tsukasa Kotobuki (ことぶきつかさ, Kotobuki Tsukasa). Foi transmitida originalmente no Japão a partir de 6 de outubro de 1998 até 25 de agosto de 1999. É licenciada pela Bandai Visual.
O panorama é ligeiramente diferente do Saber marionete J.

## Argumento
A história nos primeiros capítulos é baseada na vida de Otaru, Lime, Cherry e Bloodberry, juntamente com o seu vizinho Mitsurugi Hanagata e Lorelei, que toma o lugar de Ieyasu Tokugawa no castelo japonês. Apesar de a história se passar em seguida, tem luz reemerged como Gartland, e da Marinha (uma vez que após a queda do Faust é transformada em um país democrático, com o nome da Alemanha) e do reaparecimento de Fausto (então revela alternativa que é um clone) e suas marionetes Tigresa , Lynx e Panta, e o reaparecimento do escuro médico Hess, em seguida, destruir os restos da Gartland, Otaru e suas três marionetes com Hanagata ganham uma viagem a Xi'an e em vez para ser um feriado viagem, acabará por tornar as coisas muito complicadas, que estão envolvidos em uma conspiração contra Otaru. No final da série conhecer a história do Dr. Hess personagem que é revelado como o primeiro homem a chegar à Terra II 100 anos antes de um navio de exploração no Neo-Mesopotâmia. E foi controlando os cordelinhos do poder, desde o início. Seu único desejo era o de retornar ao planeta Terra, uma meta que quase alcançado através da informação tem de Lima, cereja e amora, está aberta wormholes (que conduziu à Neo-Mesopotâmia Mesopotâmia à Terra e II), apenas você pode ir até os anéis de Saturno. Saber marionete J a X é muito mais dramática do que a anterior e as marionetes, especialmente Lime, expressou seu desejo de ser humano.

## Personagens
- Otaru Namiya (间宫小樽, Otaru Mamiya)

Permanece o mesmo jovem trabalhador jovial e sempre vivendo no apartamento com os seus três marionetes Kasahari. Otaru amostra atingiram a maturidade, com El Salvador e Japoness da Terra II é famoso não só na sua cidade-estado, mas também em outros países, como Xi'an.
Seiyu: Yuka Imai
- Lime (ライム, Raimu cal em Inglês)

Lima aqui é mais maduro do que os Saber marionete J e mais perguntas existenciais e expressou seu forte desejo de ser humano, uma vez que é apenas um fantoche. Continua alegre e hiperativo.
Seiyu: Megumi Hayashibara)
- Cherry (チェリー, Cherie, Cereja em Inglês)

Cherry é mais maternal personalidade, mas não perde as suas características como a sua calma e inteligência. É a responsável pela casa de Otaru.
Seiyu: Yuri Shiratori
- Bloodberry (ブラドベリー, Buradoberī, Bloodberry em Inglês)

Blackberry é mais sensível aos seus sentimentos e confuso, mas ainda mais forte do fantoche de Otaru. Sua personalidade é muito semelhante.
Seiyu: Akiko Hiramatsu
- Lorelei (ローレライ, Rorerai)

Japoness vive no castelo guardado por Baikou e Tamasaburo. É uma mulher calma, alegre e simpático, um amigo de Otaru e suas marionetes.
Seiyu: Yuri Amano
- Mitsurugi Hanagata(花形美剣, Hanagata Mitsurugi)

Permanece o mesmo Saber marionete J, preocupado por seu amor Otaru, que continuará até o fim.
Seiyu: Takehito Koyasu
- Baikou (梅幸, Baika)

Bonecos das crianças do Japão. Ela tem os padrões de memória Hikosaemon Oekubo. Possui poderosos ataques. Já expressões e emoções, sem ter uma virgem circuito.
Seiyu: Ai Orikasa
- Tamasaburou (玉三郎, Tamasaburō)

Bonecos da guarda real de Japoness. Ela tem padrões para a memória do Shogun Tokugawa Ieyasu. Possui poderosos ataques. Já expressões e emoções, sem ter uma virgem circuito.
Seiyu: Maria Kawamura
- Fausto (ファウスト, Fausuto, Faust em Inglês)

2 aparecem na série Faust. Primeiro Fausto é um clone feito pelo médico para a Hess Gartland ressurja. O outro é o antigo Fausto Führer de Gartland, ou um décimo Faust, que não tem maus sentimentos e é dedicado ao estudo e viagens Terra II.
Seiyu: Hikaru Midorikawa
- Tigresa (ティーゲル, Tīgeru em Inglês Tiger)

Fausto marioneta. É a contrapartida de Lima, como o personagem que representa e combate habilidades, embora Tigresa usa um chicote. Um fantoche é muito fiel a Faust. No final da série ainda não sabem o que fazer em sua vida.
Seiyu: Urara Takano
- Lynx (ルクス, Rikusu em Inglês Luchs)

Saber marionete de Faust. Cherry contrapartida, quanto ao personagem que representa combates habilidades e inteligência. É verdade que uma marioneta Fausto. No fim ela se torna uma repórter de televisão japonês.
Seiyu: Mizutani Yuuko
- Panta (パンター, a Panter, Panther em Inglês)

Saber marionete de Fuste. Blackberry contrapartida, quanto ao personagem que representa e lutando habilidades. É um fantoche muito militarizada. Sua habilidade especial é um potente feixe que lança a partir de seu olho direito. Ao final torna-se editor assistente Hanagata.
Seiyu: Kikuko Inoue
Faustian fantoche após Saber marionete J Novamente se tornam amigos de Otaru marionetes e aprender a viver em sociedade e da paz, e na série são muito perto de Lima, cereja e amora. Então eles procuram viver em sociedade, mas quando se trata de Fausto deixando tudo indo para o seu amado.
- Dr. Hess (ドクターヘス, Dokutā Hesu)

Diferentemente Saber marionete J, aqui, a sinistra Doutor Hess toma proeminência. É um homem brilhante, que veio à Terra 2 antes de os pioneiros, como o foi para explorar a rota para a Mesopotâmia, mas um acidente com o barco e as nuvens de plasma não permitiu a ele para retornar como clone infiltrantes secundário. Será que a conspiração contra Otaru prepara para voltar à Terra.
Seiyu: Tomohiro Nishimura
- Yang Ming (杨明, Yan Min)

Professor do próximo imperador de Xi'an. Homem simpático, mas que esconde suas verdadeiras intenções por trás o seu sorriso simpático. Brilhante inventor e colaborador do Dr. Hess.
Seiyu: Nobuo Hibita
- Ayashi Shirase (白瀬明石, Ayashi Shirase)

Acrobat Circus. Sua semelhança com Otaru vai confundir sentimentos de amora. Em Xi'an ajudar.
Seiyu: Kappei Yamaguchi
- Gennai Shiraga (白髪源内, Gennai Shiraga)

O antigo vizinho de Otaru, brilhante inventor, um amigo próximo de Lima.
Seiyu: Yuuichi Nagashima

## Música
- Abertura: Prova de mim mesmo, por Megumi Hayashibara.
- Encerramento: Lively Motion (capítulos 1-19, 21, 24), por Megumi Hayashibara.
- Terminar Capítulo 20: provavelmente a Sora wo Koete (風と空を越えて), por Yuka Imai.
- Terminar Capítulo 26: Isshoni (いっしょに), por Megumi Hayashibara, Yuri Shiratori, e Akiko Hiramatsu.
- Canções Antecedentes Capítulo 07: Yume Mitsuketa, por Megumi Hayashibara.
- Canções Antecedentes Capítulo 08: Tudo é Amor, por Yuri Shiratori.

Música Série: PAROME

## Sua exibição nas televisões do Brasil
Na Locomotion
- Saber Marionette J to X foi ao ar junto com as séries do mesmos animes anteriores das quatro saga das fases Saber Marionette R, Saber Marionette J e Saber Marionette J Again, todas citadas veiculadas na extinta tv Locomotion.

No Animax
- Foi ao ar sómente as três sagas 'Saber J, Again e to X se encerrou até meados de 2006 no canal Animax